# Hoveton St John
Hoveton St John var en civil parish fram till 1935 när den uppgick i civil parish Hoveton, i grevskapet Norfolk i England. Civil parish var belägen 12 km från Norwich och hade 886 invånare år 1931.